# Буда (Рославльский район)
Бу́да — деревня в Смоленской области России, в Рославльском районе. Население — 3 жителя (2007 год). Расположена в южной части области в 28 к северо-востоку от Рославля, в 1,8 км к югу от Екимовичей и автодороги А101 Москва — Варшава («Старая Польская» или «Варшавка»), на берегах реки Болдачевка. Входит в состав Екимовичского сельского поселения.

## История
Название произошло от слова Буда — в прошлом предприятие по производству поташа, расположенное в лесу.

## Известные люди
В 1921 году в деревне родилась известный смоленский лингвист и краевед Людмила Васильевна Граве..В 1934 году в деревне родился Герой Социалистического Труда СССР Михаил Евдокимович Ефремов..